# Olivier Guimond (Schauspieler, 1914)
Olivier Guimond fils (Tizoune jr; * 21. Mai 1914 in Montreal; † 29. November 1971 ebenda) war ein kanadischer Schauspieler.
Der Sohn der Vaudeville-Schauspieler Olivier Guimond père und Effi Mac (Effi MacDonald) lebte vom siebenten bis zum sechzehnten Lebensjahr im Collège Mont-Saint-Louis in Montreal. 1932 debütierte er am Thêátre Imperial in Quebec, wo er in Nebenrollen neben Darstellern wie Arthur und Juliette Pétrie auftrat. 1933 schloss er sich der Schauspieltruppe seines Vaters an. Er trat im National, King Edward und Starland auf und übernahm nach und nach die Bühnenfigur des Tizoune von seinem Vater.
Er unternahm mehrere Tourneen mit Jean Grimaldi und arbeitete in der Zeit des Zweiten Weltkrieges mit jungen Kollegen wie Gilles Pellerin, Paul Berval und Denis Drouin zusammen. Von 1948 bis 1957 trat er mit Paul Desmarteaux und Manda Parent im von Grimaldi geleiteten Thêátre Radio-Cité auf.
Berühmt wurde Guimond in Kanada, als ihn Radio Canada 1958 für die Varietésendung Music Hall engagierte. Später spielte er Hauptrollen in Fernsehserien von Télé-Métropole wie Cré Basile, Le Zoo du Capitaine Bonhomme, La Branche d'Olivier und Smash. Daneben nahm er an mehreren Revuen der Société Radio Canada zum Jahresrückblick teil. Außerdem trat er auch in Operetten wie Les Trois valses und La Vie Parisienne auf.